# 女の肖像
『女の肖像』（おんなのしょうぞう）は、芝木好子の小説。またそれを原作としたテレビドラマ。

## 内容
牧子は4年前、干支ひと回り以上年齢の違う画家の川津高秋と結婚。しかし高秋は自分の描く絵の方向性に行き詰まり、約半年の予定でスペインへ渡ったが、そのまま連絡が取れない状態となり、実質逃避行となった。残された牧子は義理の息子の駿一を抱えているがゆえ生活苦の問題が圧し掛かるようになり、仕事を探した結果、阿波画廊で見習いとして働き始め、その画廊で安見修の個展を開くことになりその準備をしていた。修は画学生時代に牧子に思いを募らせ、惹かれていたが牧子の結婚でショックを受けフランスへ渡っていた。修の個展の後、牧子は阿波画廊に正式採用になるが、修は牧子を思う余り、絵を描く気になれずにいた。
牧子が後に画商として自立するその様子、修や画廊主の阿波ら牧子の周りの様々な人々が絡む人間群像などを描いた。

## テレビドラマ
1980年1月15日から1980年4月1日まで、日本テレビ系列の『火曜劇場』（毎週火曜日22:00〜22:54）にて放映。放映話数は全12話。本作のために、主演の香山美子は東京・銀座の画廊を見学して役作りに励んだ。また、劇中に登場した絵画は全て本物を使用したという。

### キャスト
- 川津牧子：香山美子
- 川津高秋：小池朝雄
- 川津駿一：広岡瞬 - 牧子の義理の息子
- 安見修：あおい輝彦
- 伊佐山ひろ子
- タマコ：木内みどり
- 恵子：木村弓美 - 駿一の恋人
- 宏吉：江原真二郎
- 阿波：牟田悌三 - 画商
- 須賀一生（画伯）：小沢栄太郎
- 笹山：神山繁 - 阿波画廊の上客
- 笹山露子：長内美那子 - 笹山の妻
- 山根画商：松山照夫（第5話ゲスト）
- 大滝子（第6話ゲスト）

### スタッフ
- 原作：芝木好子
- 脚本：八木柊一郎
- 演出：佐光千尋（第1～6話、第10～12話）、伊藤祥二（第7～9話）
- 音楽：菅野光亮
- 制作：日本テレビ

### 主題歌
- 「再会」（歌：あおい輝彦）
  - 作詞・作曲：網倉一也／編曲：吉川忠英／ストリングス・アレンジ：薗広昭